# Cifesa
Compañía Industrial Film Español, SA, plus connue sous l'acronyme Cifesa, est une société espagnole de production et de distribution de films ayant son siège à Valence. Fondée en 1932 par la famille Trénor, elle ferme en 1961 après avoir vécu son apogée entre 1942 et 1945. 

## Histoire
Le 15 mars 1932, Vicente Trénor Arráspedi, Alfonso de Campos Arjona, comte de Moraleda, José Capilla et Ricardo Trénor Santmenat créent la société de production et de distribution Cifesa (Compañía Industrial Film Española SA),. 
À partir de 1933, elle devient le distributeur exclusif pour l'Espagne de la société américaine Columbia.  En 1934, Manuel Casanova Llopis,, un industriel agricole devenu riche pendant la Première Guerre mondiale, et ses fils Vicente et Luis (en) rachètent l'entreprise,,. Elle devient rapidement « la fabrique de films la plus importante du cinéma espagnol ».
Concernant la production cinématographique, son objectif était de couvrir l'ensemble du marché hispanophone, qu'elle tenta d'atteindre avec l'ouverture de succursales à partir de 1935 à Buenos Aires, La Havane et Manille. En 1936, elle s'ouvre également au marché européen, en ouvrant des succursales à Paris et à Berlin, où elle collabore avec l'industrie cinématographique allemande au service du Troisième Reich.
Sa première production est La Hermana San Sulpicio, mis en scène par Florián Rey et basée sur le roman de même nom d'Armando Palacio Valdés. Tourné durant l'été 1934, il remporte un grand succès auprès des critiques et du public. D'autres grands succès ultérieurs sont Nobleza baturra, Es mi hombre, La verveine de la Paloma, El cura de aldea, Morena clara, El genio alegre et Nuestra Natacha.
Lorsque la guerre civile éclate, malgré le républicanisme conservateur de la famille Casanova, liée à la DRV, Vicent Casanova Giner, fils de l'industriel, véritable âme de cette entreprise, et ses frères s'enfuient de Valence restée loyale à la République, laissant les installations de production aux mains d'un comité ouvrier, et rejoignent rapidement le camp franquiste pour sauvegarder leurs intérêts commerciaux, ce qui les aide à les prospérer au cours des années de l'après-guerre civile. Une fois dans la zone « nationale », Vicente Casanova peut poursuivre depuis Séville son activité, consistant en des films documentaires et de propagande au service de la cause franquiste. L'activité du siège central de Valence se limite au Noticiario CIFESA (journal d'actualité) et celui de Madrid continue la production de longs métrages de fiction et de reportages de guerre.
À partir de 1939, le conseiller juridique de Cifesa est Luis Lucia Mingarro, qui devient par la suite l'un de ses réalisateurs phare.
Au cours des années 1940, favorisée par le protectionnisme du régime franquiste, Cifesa atteint son apogée : l'entreprise construit de nouveaux studios de tournage et augmente considérablement le rythme de production ainsi que celui des importations. Les films importés étaient toujours doublés en espagnol par obligation légale, ce qui facilitait le contrôle du contenu par la censure. 
Entre 1940 et 1943, Cifesa produit un ensemble de courts métrages documentaires de thématique valencienne dans lesquels l'imaginaire régionaliste est utilisée à travers la huerta valencienne («Campos de oro» [« Champs d'or »]), l'Albufera («Campos de plata» [« Champs d'argent »]) ou les fallas, tout en introduisant des éléments tels que l'industrie céramique et reliant le discours historiciste sur l'identité valencienne à la nouvelle Espagne franquiste. Le scénariste de ces courts métrages est Francesc Almela i Vives, figure du valencianisme culturel d'avant-guerre qui, comme d'autres personnes de la même sensibilité idéologique, après avoir surmonté le processus d'épuration auquel ils furent soumis, s'intégrèrent bientôt au régionalisme conservateur franquiste. 
Dans les années 1950, le cinéma entre en crise en raison de plusieurs facteurs, dont la pénurie de matériel vierge, les restrictions sur la consommation d'électricité, la mauvaise administration et la concurrence naissante d'autres sociétés de production telles que Suevia Films de Cesáreo González, difficultés que Casanova tente surmonter sans succès en faisant des investissements onéreux dans des films à gros budget. Finalement, en 1963, pour obtenir la distribution exclusive de La dolce vita de Fellini en Espagne, Cifesa verse à la société de production italienne une somme d'argent importante, mais une fois le contrat conclu et les dépenses engagées, l'autorisation de le projeter lui est refusée, les autorités estimant que le public espagnol n'est pas prêt à voir ce film, ce qui contribue à précipiter la fermeture définitive de la société l'année suivante.

## Idéologie
Bien qu'ayant été fondée à Valence, bastion du républicanisme et avec une certaine tradition anticentraliste, Cifesa est peu conditionnée par ses traits locaux et est une entreprise à vocation explicitement espagnoliste qui, dès l'après-guerre civile (voir avant), assimile et contribue à créer une esthétique nationale, ampouleuse, grandiloquente et éclectique, très théâtrale, à l'image des films du Valencien Luis Lucia Mingarro, se déroulant pour la plupart en Andalousie et remplis de «faralaes y tonadilleras» (« falbalas et interprètes féminines de tonadillas »).
Ainsi, dès les origines, les idées animant les hommes de Cifesa sont, dans les mots de l'historien et critique d'art Fèlix Fanés (es) : « un profond espagnolisme, un valencianisme vague et sentimental, un catholicisme qui se plaçait au-dessus de tout et un antimarxisme profondément enraciné ». Un bon exemple des efforts déployés au service de ces convictions est le film épique Alba de América (en) (« Aube de l'Amérique ») sorti en 1951 comme réplique au blockbuster britannique de 1949 Christopher Colombus.

## Vedettariat
À l'imitation du « Star System » hollywoodien, Cifesa promeut en exclusivité un certain nombre d'acteurs espagnols improtants des années 1930, parmi lesquels Imperio Argentina, Miguel Ligero, Raquel Meller, Antoñita Colomé, Rosita Díaz Gimeno, Catalina Bárcena, Rafael Durán, Amparo Rivelles, Aurora Bautista et Alfredo Mayo. Concernant les réalisateurs, les plus habituels au début sont Florián Rey et Benito Perojo, à partir de 1936 également García Maroto, Fernández Ardavín et Lluís Marquina, puis plus tard Ignacio F. Iquino, Rafael Gil, Luis Lucia Mingarro et Juan de Orduña,.

## Filmographie
Liste non exhaustive :

### Longs métrages
1934
- La hermana San Sulpicio, dir. Florián Rey

1935
- Rumbo al Cairo, dir. Benito Perojo
- Nobleza baturra, dir. Florián Rey
- Es mi hombre, dir. Benito Perojo
- La hija del Penal, dir. Eduardo G. Maroto
- La verbena de la Paloma, dir. Benito Perojo
- El cura de aldea, dir. Francisco Camacho

1936
- Morena clara, dir. Florián Rey
- El genio alegre, dir. Fernando Delgado
- Nuestra Natacha, dir. Benito Perojo
- La reina mora, dir. Eusebio Fernández Ardavín

1939
- Los cuatro robinsones, dir. Eduardo García Maroto

1940
- La Dolores, dir. Florián Rey
- La marquesona, dir. Esteban Fernández Ardavín
- La gitanilla, dir. Fernando Delgado
- Boy, dir. Antonio Calvache
- ¿Quién me compra un lío?, dir. Ignacio F. Iquino
- El famoso Carballeira, dir. Fernando Mignoni

1941
- Harka, dir. Carlos Arévalo
- Alma de Dios, dir. Ignacio F. Iquino
- Su hermano y él, dir. Lluís Marquina
- Los millones de Polichinela, dir. Gonzalo Pardo Delgrás
- Torbellino, dir. Lluís Marquina

1942
- El hombre que se quiso matar, dir. Rafael Gil
- Un marido a precio fijo, dir. Gonzalo Prado Delgrás
- ¡A mí la Legión!, dir. Juan de Orduña
- El pobre rico, dir. Ignacio F. Iquino
- Malvaloca, dir. Lluís Marquina
- Viaje sin destino, dir. Rafael Gil
- La culpa del otro, dir. Ignacio F. Iquino
- La condesa María, dir. Gonzalo Pardo Delgrás
- El frente de los suspiros, dir. Juan de Orduña
- Vidas cruzadas, dir. Lluís Marquina

1943
- Boda accidentada, dir. Ignacio F. Iquino
- Huella de luz, dir. Rafael Gil
- Un enredo de familia, dir. Ignacio F. Iquino
- Noche fantástica, dir. Lluís Marquina
- Rosas de otoño, dir. Juan de Orduña
- La chica del gato, dir. Ramon Quadreny
- Eloisa está debajo de un almendro, dir. Rafael Gil
- El 13-13, dir. Luis Lucia

1944
- Mi enemigo y yo, dir. Ramon Quadreny
- El hombre que las enamora, dir. Josep Maria Castellví
- Tuvo la culpa Adán, dir. Juan de Orduña
- La vida empieza a media noche, dir. Juan de Orduña
- El clavo, dir. Rafael Gil
- Ella, él y sus millones, dir. Juan de Orduña

1945
- El fantasma y Doña Juanita, dir. Rafael Gil
- Un hombre de negocios, dir. Luis Lucia

1947
- La princesa de los Ursinos, dir. Luis Lucia
- Dos cuentos para dos, dir. Luis Lucia

1948
- Don Quijote de la Mancha, dir. Rafael Gil
- Locura de amor, dir. Juan de Orduña
- Noche de Reyes, dir. Luis Lucia
- Currito de la Cruz, dir. Luis Lucia

1949
- La duquesa de Benamejí, dir. Luis Lucia

1950
- Pequeñeces, dir. Juan de Orduña
- De mujer a mujer, dir. Luis Lucia
- Agustina de Aragón, dir. Juan de Orduña

1951
- Balarrasa, dir. José Antonio Nieves Conde
- Una cubana en España, dir. Bayon Herrera
- La Leona de Castilla, dir. Juan de Orduña
- Alba de América, dir. Juan de Orduña
- Lola la Piconera, dir. Luis Lucia

### Documentaires et reportages
- El entierro del general Sanjurjo, 1936
- Asturias para España, 1937
- Bilbao para España, 1937
- Santander para España, 1937
- Homenaje a las brigadas navarras, 1937
- El entierro del general Mola, 1937
- Frente de Aragón, 1937
- Hacia la nueva España, 1938
- La gran victoria de Teruel, 1938
- El desfile de la victoria en Valencia, 1939